# St. Engelbert (St. Ingbert)

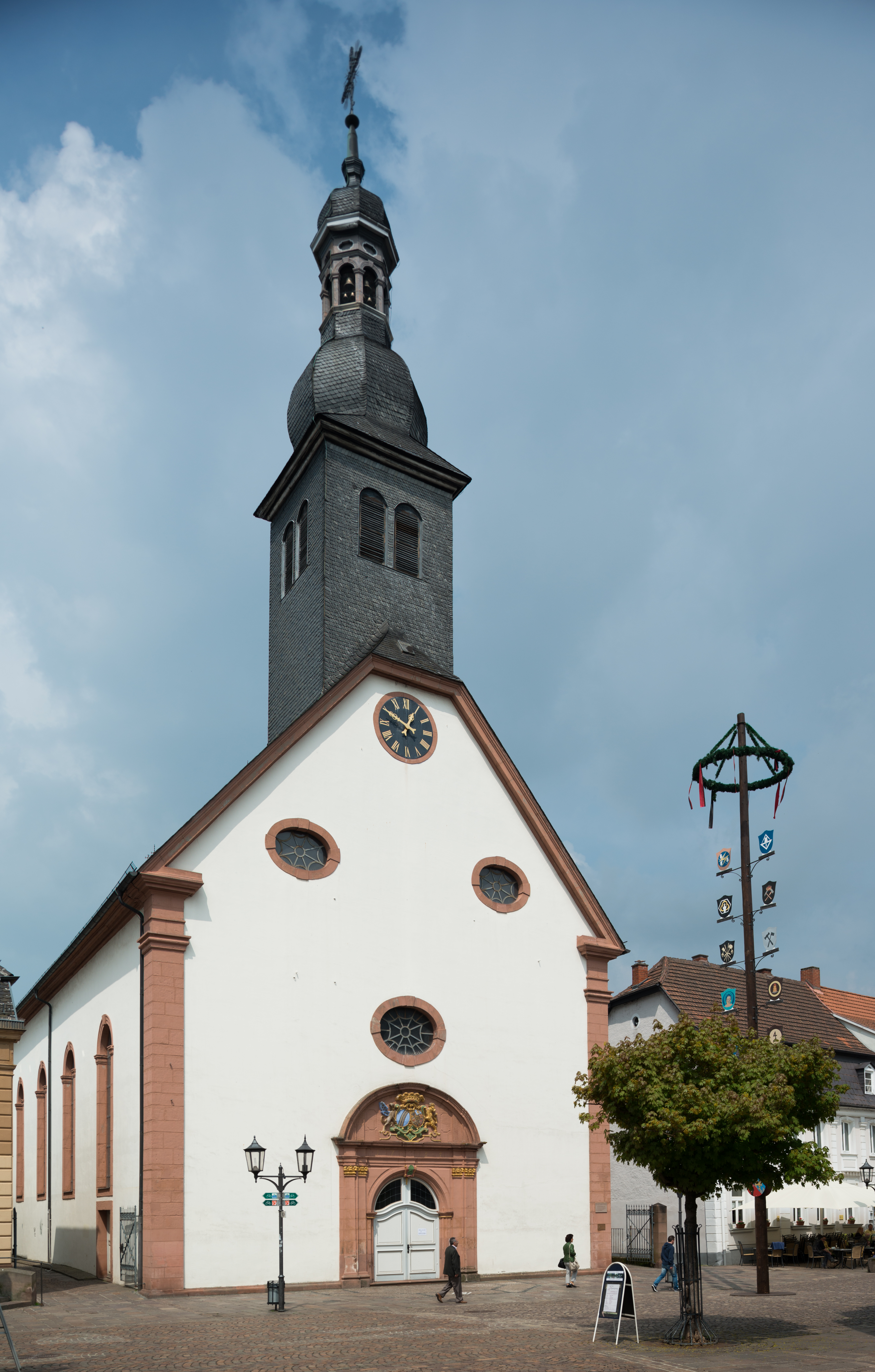
Die St.-Engelberts-Kirche in St. Ingbert

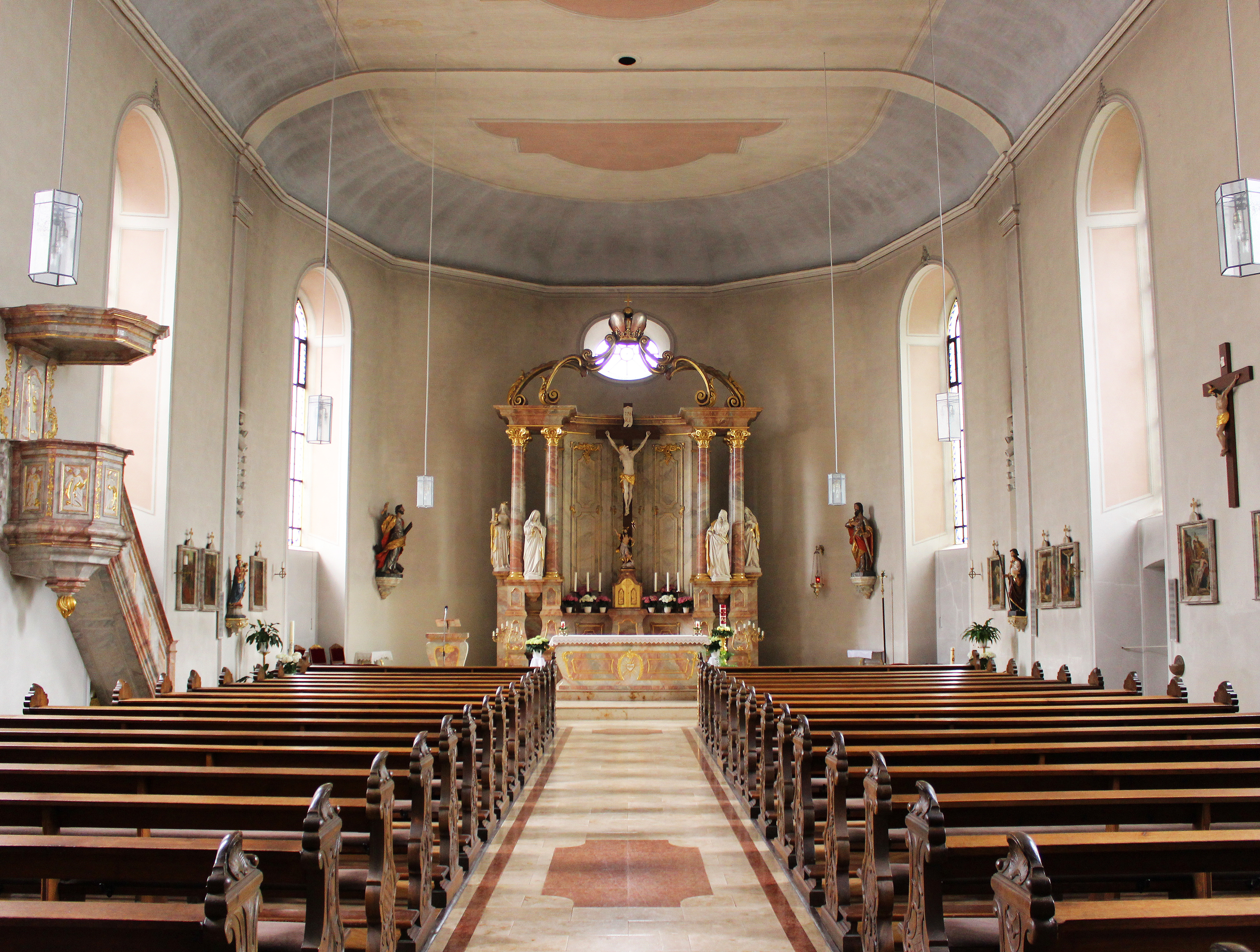
Blick ins Innere der Kirche

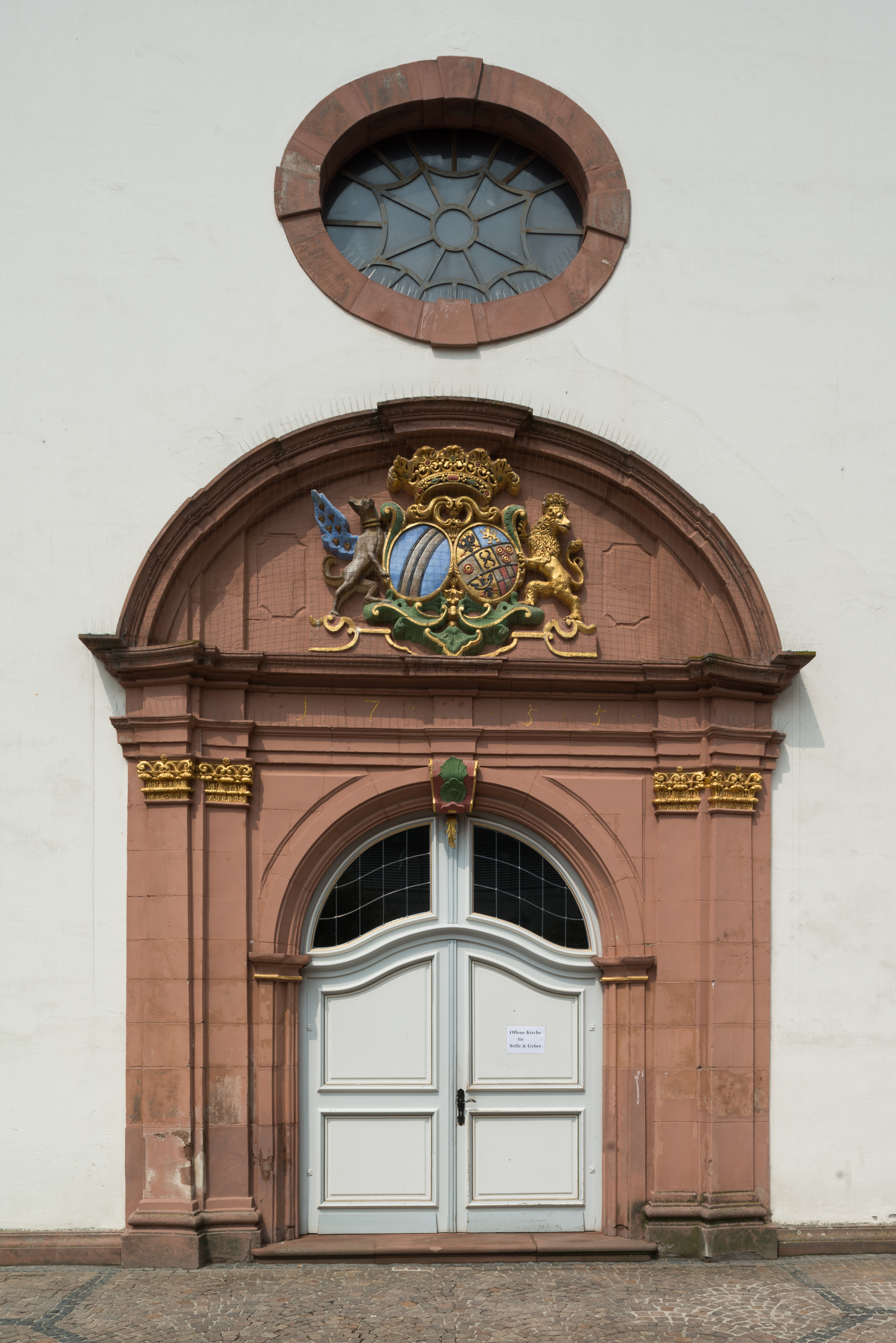
Das Hauptportal der Kirche

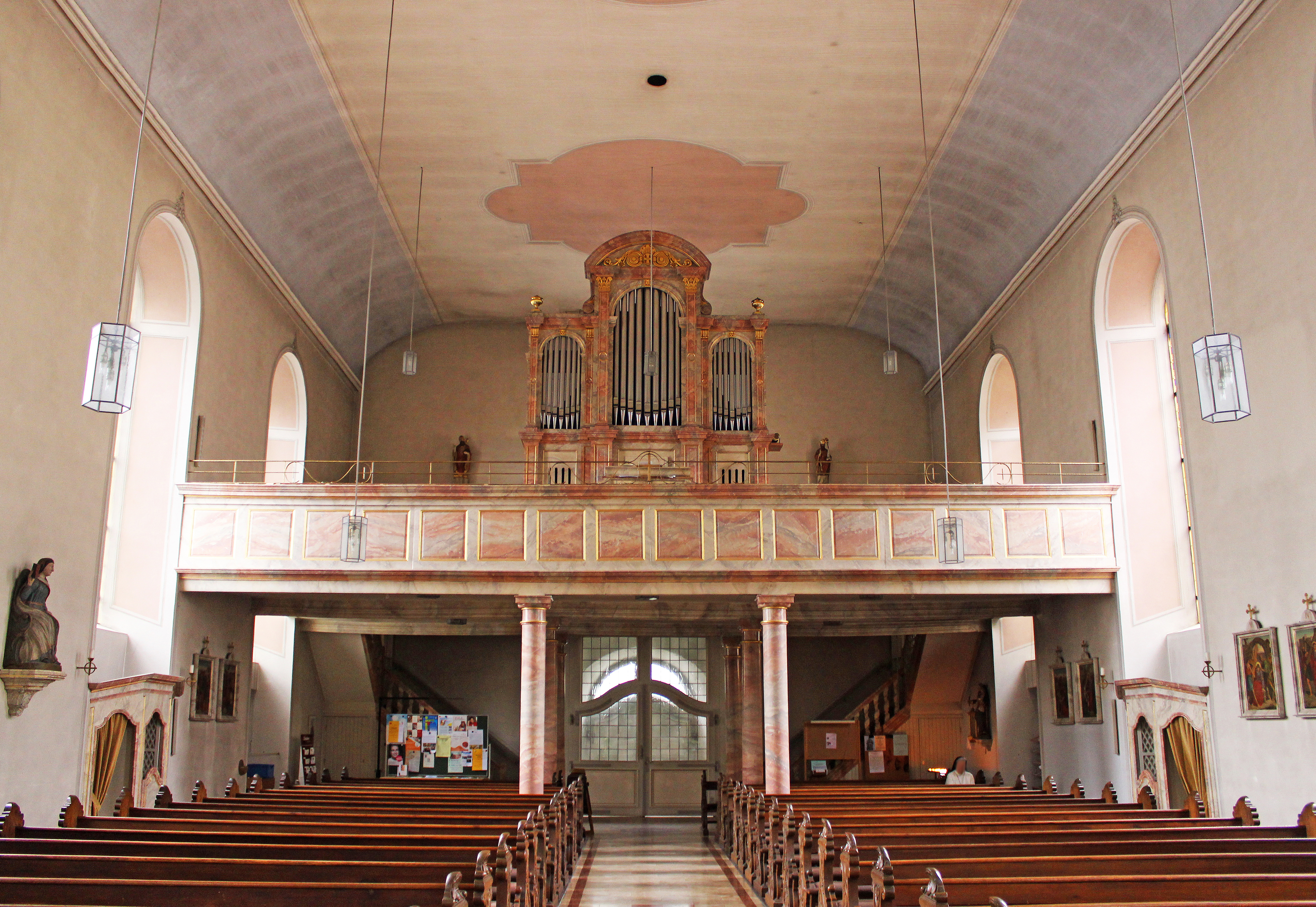
Blick zur Empore und zum Orgelprospekt

Die Kirche St. Engelbert ist eine barocke katholische Kirche in St. Ingbert und gehört zur Pfarrei Heiliger Ingobertus.
Bis zum Bau der Kirche St. Josef in den 1890er Jahren war die Engelbertskirche die Pfarrkirche von St. Ingbert.

## Geschichte
Die Pfarrei St. Ingbert wurde erstmals 1264 erwähnt. Während des Dreißigjährigen Krieges wurde die St. Ingberter Pfarrkirche zerstört, die sich vermutlich beim „Alten Friedhof“ befand. 1661 übernahm das Adelsgeschlecht der von der Leyen die Herrschaft über St. Ingbert. Mitte des 18. Jahrhunderts wurde für die angewachsene Gemeinde ein neues Gotteshaus gebaut. Reichsgraf Friedrich Ferdinand von der Leyen (* 1709; † 1760) wurde Bauherr, seine Gemahlin Gräfin Maria Charlotte Auguste von Hatzfeldt (* 1715; † 1774) Bauherrin der 1755 vollendeten neuen Pfarrkirche St. Engelbert. Entstanden war sie nach Plänen des Baumeisters Friedrich Joachim Stengel. Nach der Fertigstellung wollte man das Gotteshaus zunächst nach dem Schutzheiligen des damals 500 Einwohner zählenden Dorfes „St. Ingobertus“ nennen, doch der Heilige befand sich nicht im offiziellen Heiligenverzeichnis, weil schon zur damaligen Zeit die Existenz eines heiligen Ingobertus nicht als gesichert angesehen werden konnte. Letztlich einigte man sich auf einen Kompromiss und entschied sich für den im Verzeichnis aufgeführten Namen des heiligen Engelbert.
Anfang der 1990er Jahre fand eine Renovierung der Kirche statt. Dabei erhielt das Gebäude einen neuen Anstrich und einen neuen Fußboden. Im Altarraum wurde das Holz marmorisiert. Auch die Beichtstühle wurden marmorisiert.

## Baubeschreibung
Der barocke Kirchenbau besteht aus dem Langhaus mit je vier Rundbogenfenstern an beiden Längsmauern. Im Chor, der in voller Breite an das Langhaus anschließt, befinden sich zwei weitere Fenster. Im mittleren Teil des Chores befindet sich ein ovales Fenster.

### Kircheninnere
Der Innenraum von St. Engelbert ist ein breiter, hoher Saal mit flacher Decke. Durch eine Treppenstufe ist er vom gleich hohen und breiten Altarraum getrennt. Im westlichen Teil des Innenraumes befindet sich das Eingangsportal, darüber die Empore, welche die gesamte Breite des Kirchenschiffes einnimmt und auf sechs Säulen ruht.
Erhalten an Ausstattung aus der Zeit der Erbauung sind die Kirchenbänke, die Beichtstühle, die mit kunstvollen Schnitzarbeiten versehene Kanzel und das Altarkreuz in der Mitte der neubarocken Altaranlage von 1952.

### Außenbau
Die Außenfassade der Kirche ist schlicht gestaltet. Auf dem Turm, der einen quadratischen Grundriss hat, sitzt eine polygonale Zwiebel mit offener Laterne und einer welschen Haube mit einem Wetterkreuz. Der Turm ist dem Dach im westlichen Teil der Kirche als Dachreiter aufgesetzt.
Die giebelständige Westfassade von St. Engelbert, in der sich auch das Hauptportal befindet, besitzt im Giebeldreieck innerhalb der Dachschrägen zwei ovale Fenster und eine mit goldenen römischen Ziffern und Zeigern ausgestattete Uhr. Ein drittes Fensteroval sitzt direkt über dem Hauptportal. An beiden Seiten der Fassade befinden sich Eckpilaster, die sich an den Langhausfassaden fortsetzen.
Das Hauptportal der Kirche besteht aus einer zweitürigen Eingangspforte mit geschweifter Abrundung und einem darüberliegenden Oberlicht. Eingehängt sind die Türen in ein
Rundbogenportal. Zur Gesamtanlage des Portals gehören auch Pilaster in Form von senkrechten Wandvorsprüngen mit pflanzlichen Kapitellen, darüber ein gekröpftes Gesims auf dem ein Tympanon sitzt. In diesem befindet sich eine Kartusche mit Girlanden, eine Krone und Tierfiguren, die die Wappen derer von der Leyen (links) und von Hatzfeld (rechts) halten.

## Orgel
Die Orgel von St. Engelbert mit 23 Registern wurde 1874 von Gustav Schlimbach (Speyer) geschaffen und gehört zu den am besterhaltenen Werken dieses Orgelbauers. Im Zuge der  Kirchenrenovierung Anfang der 1990er Jahre wurde auch die Orgel durch Hugo Mayer (Heusweiler) einer Renovierung unterzogen. Das Instrument ist auf der Empore aufgestellt und besitzt einen freistehenden Spieltisch. Die Windladen sind mechanische Kegelladen.
| I Hauptwerk C–f3 |                |       |
| 1.               | Bourdon        | 16′   |
| 2.               | Principal      | 8′    |
| 3.               | Gedackt        | 8′    |
| 4.               | Flöte traverse | 8′    |
| 5.               | Viola da Gamba | 8′    |
| 6.               | Quintatön      | 8′    |
| 7.               | Octav          | 4′    |
| 8.               | Hohlflöte      | 4′    |
| 9.               | Rohrflöte      | 4′    |
| 10.              | Octave         | 2′    |
| 11.              | Mixtur V       | 2 ⁄3′ |
| 12.              | Trompete       | 8′    |

| II Unterwerk C–f3 |                 |    |
| 13.               | Principal       | 8′ |
| 14.               | Liebl. Gedackt′ | 8' |
| 15.               | Salicional      | 8′ |
| 16.               | Fugara          | 4′ |
| 17.               | Dolce           | 4′ |
| 18.               | Clarinette      | 8′ |

| Pedal C–d1 |          |     |
| 19.        | Violon   | 16′ |
| 20.        | Subbaß   | 16′ |
| 21.        | Octavbaß | 8′  |
| 22.        | Cello    | 8′  |
| 23.        | Posaune  | 16′ |

- Koppeln: II/I, I/P, II/P
- Spielhilfen: Colectiv I. M. (sechs Register), Colectiv I. M. (Volles Werk), Colectiv II. M. (Volles Werk) (als Tritte)

Besonderheiten: Stimmton a1 = 434 Hz. Das Instrument zählt zu den bedeutendsten historischen Orgeln im Saarland.

## Glocken
Im Jahr 1954 goss die Saarlouiser Glockengießerei in Saarlouis-Fraulautern, die von Karl (III) Otto von der Glockengießerei Otto in Bremen-Hemelingen und dem Saarländer Aloys Riewer 1953 gegründet worden war, für fünf St. Ingberter Kirchen, darunter die St.-Engelbert-Kirche, Bronzeglocken. Die St.-Engelbert-Kirche erhielt drei Glocken mit der Schlagtonreihe: gis′ – h′ – cis′′. Die Glocken haben folgende Durchmesser: 970 mm, 809 mm, 722 mm und wiegen: 578 kg, 330 kg, 230 kg.